# Exacum affine
Exacum affine là một loài thực vật thuộc họ Gentianaceae. Đây là loài đặc hữu của quần đảo Socotra của Yemen. Môi trường sống tự nhiên của chúng là vùng nhiều đá. Đây là một cây thân thảo nhỏ mọc hai năm với lá màu lục đậm và có hình trứng. Hoa nhỏ màu tím với phần giữa màu vàng và có hương thơm. Tên gọi trong tiếng Anh là Persian violet (Hoa tím Ba Tư), còn trong tiếng Trung là 紫芳草 (tử phương thảo = cỏ thơm tím).

## Hình ảnh

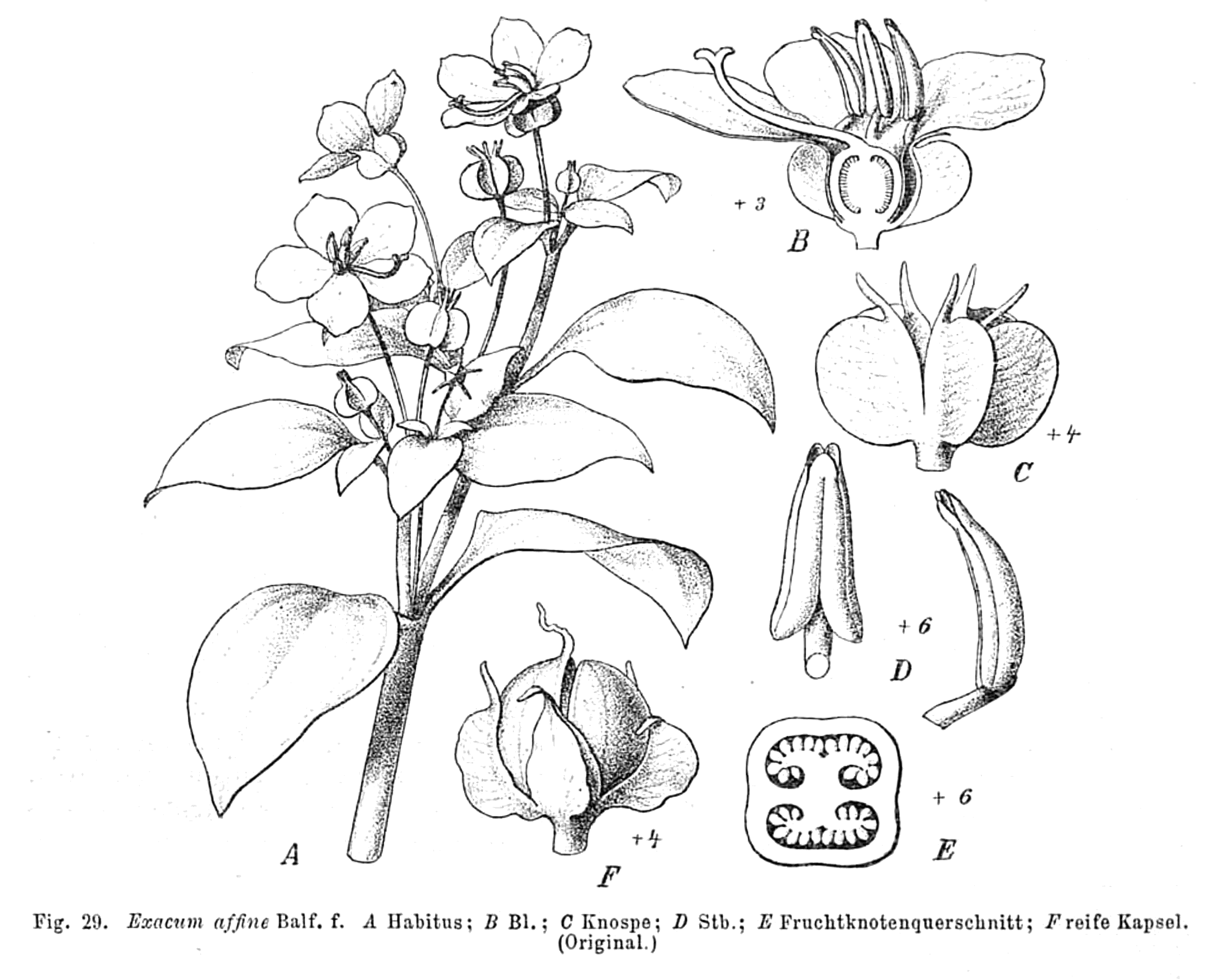
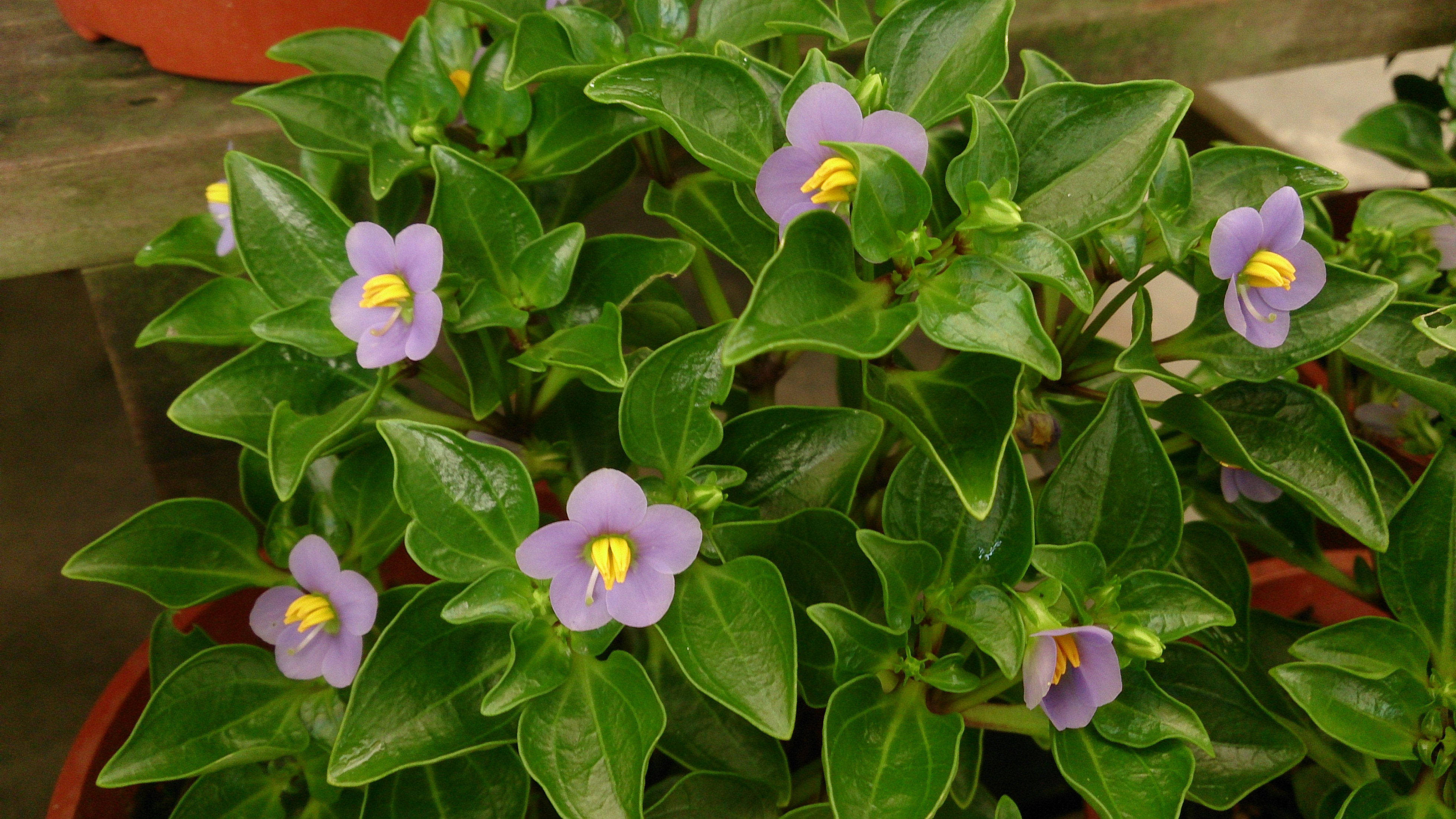
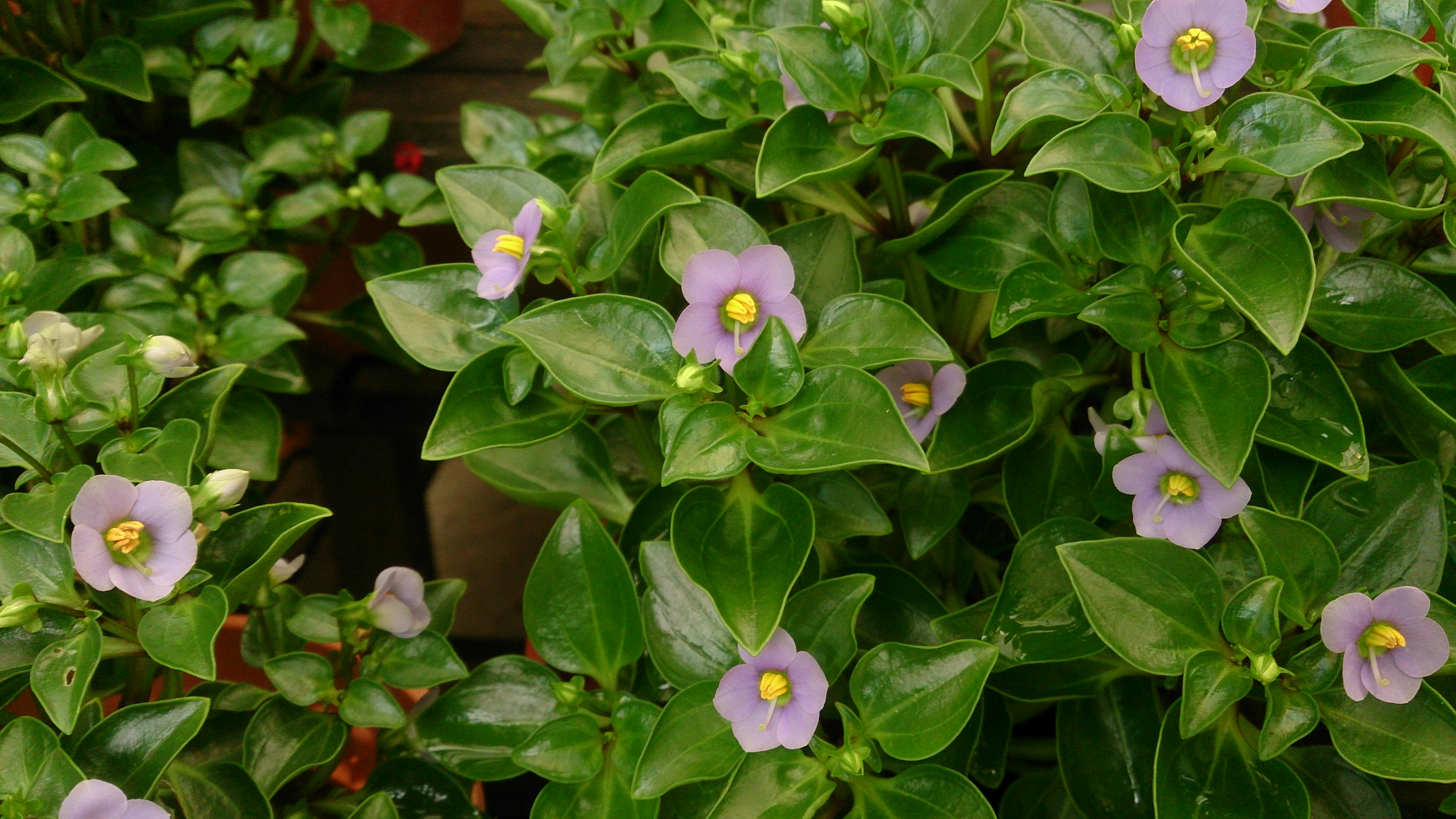